# 刘鞠可
刘鞠可（?—?）广东台山人，中国民主革命家，中华民国官员。

## 生平
刘鞠可早年留学美国斯坦福大学，和孙科是同学。他还加入了中国同盟会。
辛亥年五月二十二日（1911年6月18日），旧金山致公总堂与中国同盟会实行联合，双方分别在《大同日报》与《少年中国晨报》上刊登了实行联合的布告。孙中山还亲任“舅父”，分别介绍了黄芸苏、赵昱、张霭蕴、李是男、黄伯耀、刘鞠可等旅居美国的中国同盟会会员加入致公堂，每期几十人，分别获封致公堂内要职。不久，洪门筹饷局于同年成立，有中国同盟会和致公堂双方人员参加，总办为朱三进（致公堂）、罗敦怡（致公堂），监督为黄三德（致公堂）。身为中国同盟会会员的刘鞠可同关缉卿（致公堂）、黄任贤（致公堂）担任中文书记。
中华民国成立后，刘鞠可任职于南京临时政府秘书处电务组。南北议和成功后，归国革命党人中自愿回美国留学的黄芸苏、刘鞠可、卢维溥、刘博文、余森郎、张霭蕴、赵煜、邝辉等八人，由稽勋局派遣出国。
1929年秋，邓彦华任广东省建设厅长，委任邓鸿仪主办西村士敏土厂建厂事宜。1932年4月，该工厂建成，刘鞠可任厂长。1935年，刘维炽继任广东省建设厅长，刘鞠可随即被免去厂长职务。
日军占领广州前，广州市自来水管理处工人代表包围刘鞠可，要求给工人发生活费。
1946年7月1日，广州市政府新任各主要人员，其中刘鞠可担任广州市自来水管理处经理。1949年中国人民解放军占领广州前夕，中共地下党动员在增埗水厂任职的工程师李镜章将自来水厂情况写成书面材料，然后广州地下党秘密将材料带到香港转交地下党，中共地下党还通过李镜章和广州市自来水管理处经理刘鞠可的关系组织了护厂队，保护自来水厂不被国民党方面在撤离前破坏。